# The Coward (film, 1912)
The Coward est un film muet américain réalisé par Allan Dwan et sorti en 1912.

## Synopsis
Jack Walton est un être pusillanime et ses compagnons le considèrent comme un lâche. Mais un jour, il tue un Mexicain. Toute la bande le poursuit, alors qu'il tente de se réfugier dans les montagnes. Walton essaye de trouver une habitation où il pourrait se reposer et se nourrir. Repérant la maison du shérif, il y pénètre et se trouve face à une femme effrayée, dont l'enfant dort fièvreux dans la chambre voisine…

## Fiche technique
- Réalisation : Allan Dwan
- Date de sortie : États-Unis : 11 avril 1912

## Distribution
- J. Warren Kerrigan : Jack Walton
- Pauline Bush : La femme du shérif
- Jack Richardson